# Mały Wierch
Mały Wierch (1176 m) – masyw górski w zachodniej części słowackich Tatr Bielskich. Stanowi przedłużenie Kominów Zdziarskich, oddzielony od nich jest przełączką Małe Siodło. Zachodnie stoki opadają do dolnej części Nowej Doliny, wschodnie do dolnej części Hawraniego Potoku, północne do Podspadów. Na południu opada dwoma depresjami.
Jest niski, ale rozległy – ma długość nieco ponad 1 km. Ma dwa wierzchołki o podobnej wysokości. Są duże różnice w ocenie jego wysokości. Dawniejsze źródła oceniały jego wysokość na 1126 m, nowsze podają 1176 m, a na mapie Polkartu nawet 1192 m. Jest całkowicie porośnięty lasem, przy czym w dużym stopniu jest to nietypowy dla Tatr las mieszany. Oprócz świerków dużo w nim jest buków, a miejscami zachowały się jawory. Skaliste ścianki znajdują się tylko w dwóch miejscach: w zachodnich podnóżach tworzących obramowanie Hawraniego Kanionu, oraz po wschodniej, opadającej do Małego Siodła stronie wierzchołka zachodniego. W zachodniej grzędzie tego wierzchołka znajduje się ponadto niewielka kazalnica, która jest dobrym punktem widokowym. 
Cały masyw Małego Wierchu znajduje się w zamkniętym dla turystów i taterników obszarze ochrony ścisłej Tatrzańskiego Parku Narodowego).